# Juan de Grijalva
Juan de Grijalva a volte trascritto come Juan de Grijalba (Cuéllar, 1490 circa – Olancho, 1527) è stato un condottiero ed esploratore spagnolo.
Sin da giovanissimo accompagnò suo zio Pánfilo de Narváez sull'isola di Hispaniola, da dove partì in spedizione con Velázquez per l'isola di Cuba.
Nel 1511 arrivò a Cuba e partecipò all'esplorazione dell'isola.
Nel 1518, per ordine di Velázquez, governatore di Cuba, inizia l'esplorazione delle nuove terre scoperte a sud di Cuba, l'attuale penisola dello Yucatán.
Nel 1523 accompagnò Garay in un viaggio di esplorazione verso la Florida, e in seguito viaggiò verso il Nicaragua e l'Honduras, dove morì per mano dei nativi nel 1527.